# Astragalus tenuissimus
Astragalus tenuissimus är en ärtväxtart som beskrevs av Zarre och Dieter Podlech. Astragalus tenuissimus ingår i släktet vedlar, och familjen ärtväxter. Inga underarter finns listade i Catalogue of Life.